# Volcán

Estructura de un estratovolcán (la escala vertical se ha exagerado):
1. Cámara magmática
2. Lecho de roca
3. Chimenea
4. Base
5. Lámina (intrusión de lava)
6. Fisura
7. Capas de ceniza emitida por el volcán
8. Cono
9. Capas de lava emitidas por el volcán
10. Garganta
11. Cono adventicio o secundario
12. Flujo de lava (colada)
13. Fumarola
14. Cráter
15. Columna eruptiva

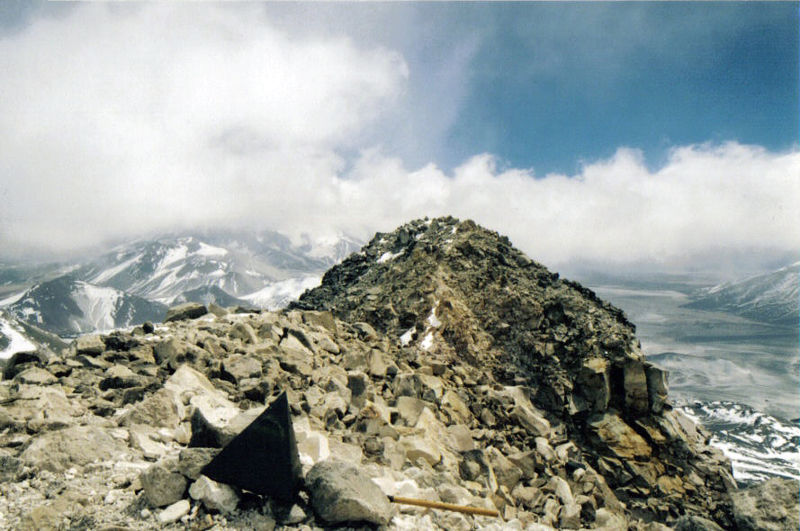
El estratovolcán Nevado Ojos del Salado, en la frontera entre Argentina y Chile, es el volcán más alto de la Tierra.

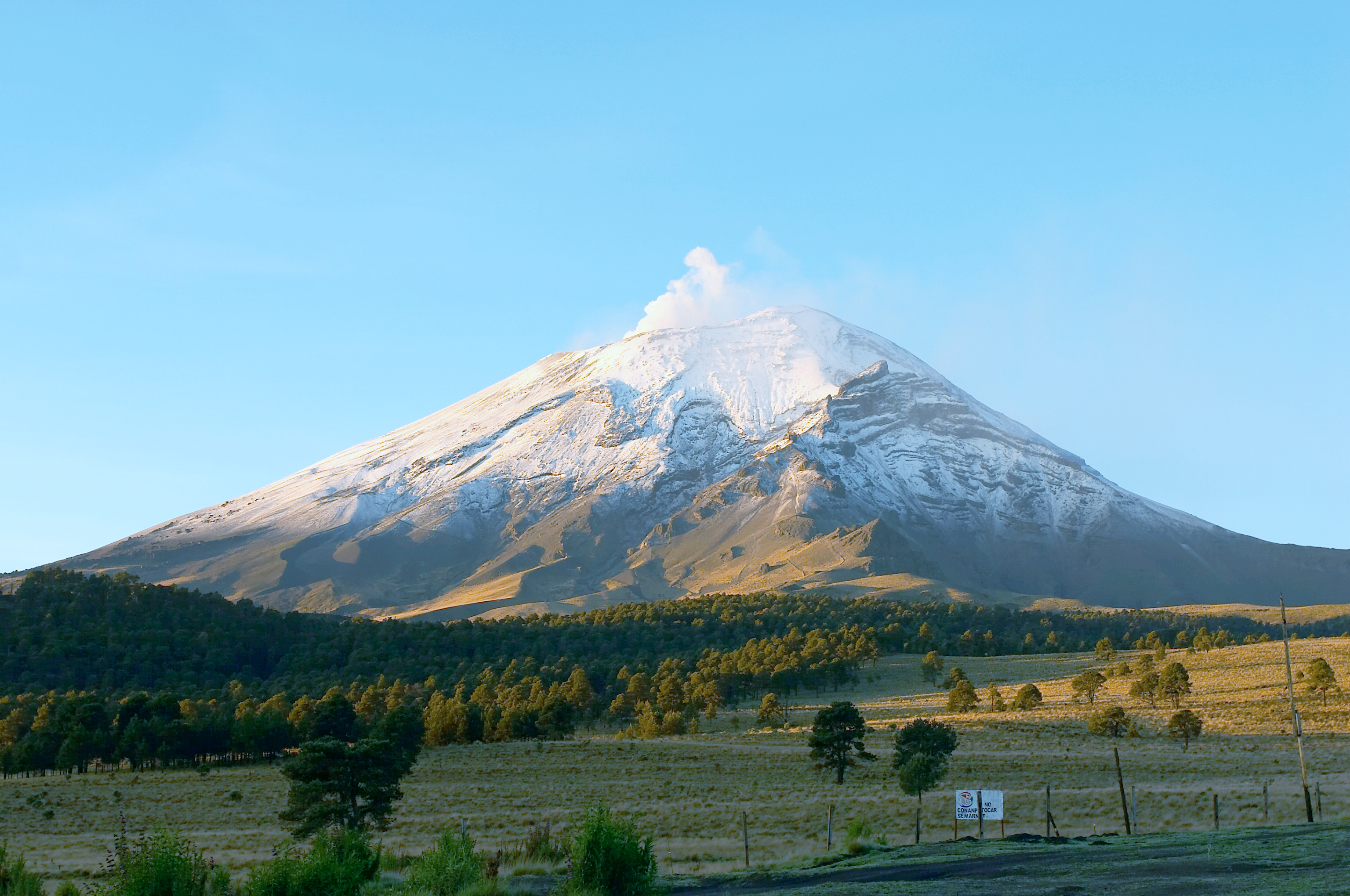
El volcán Popocatépetl, en México.

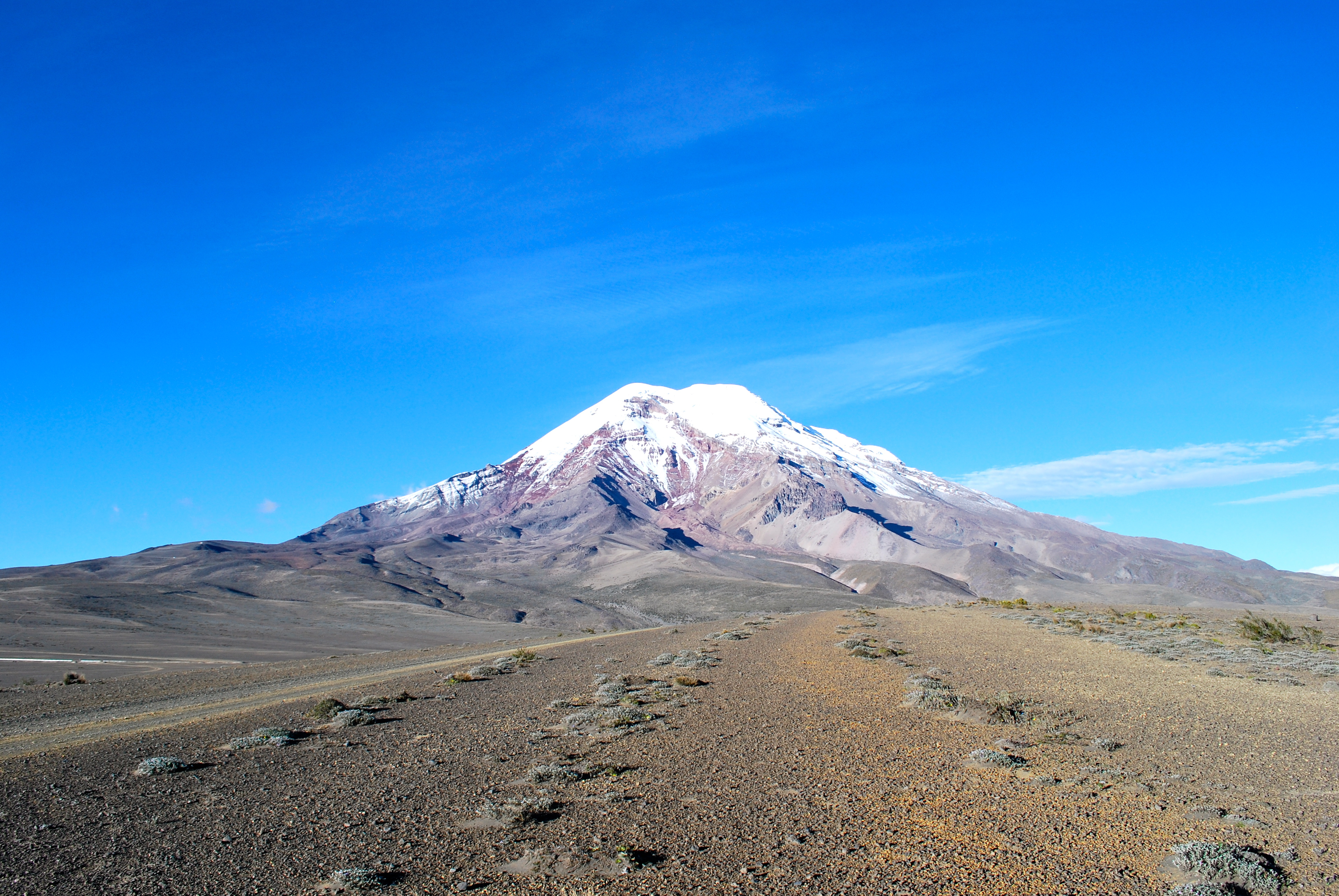
El Chimborazo, es el volcán más alto del Ecuador.

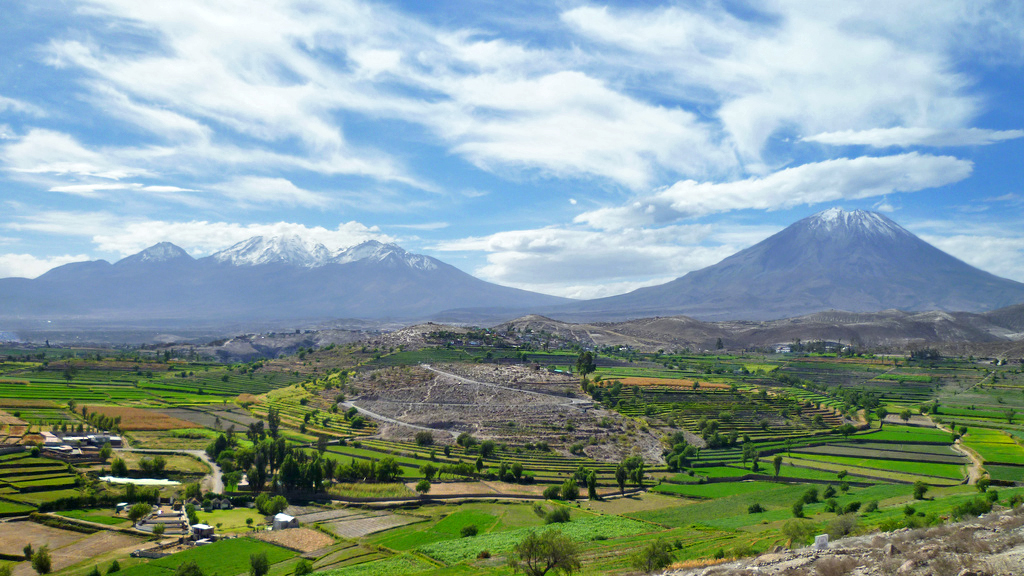
Los volcanes Chachani y Misti, Perú.

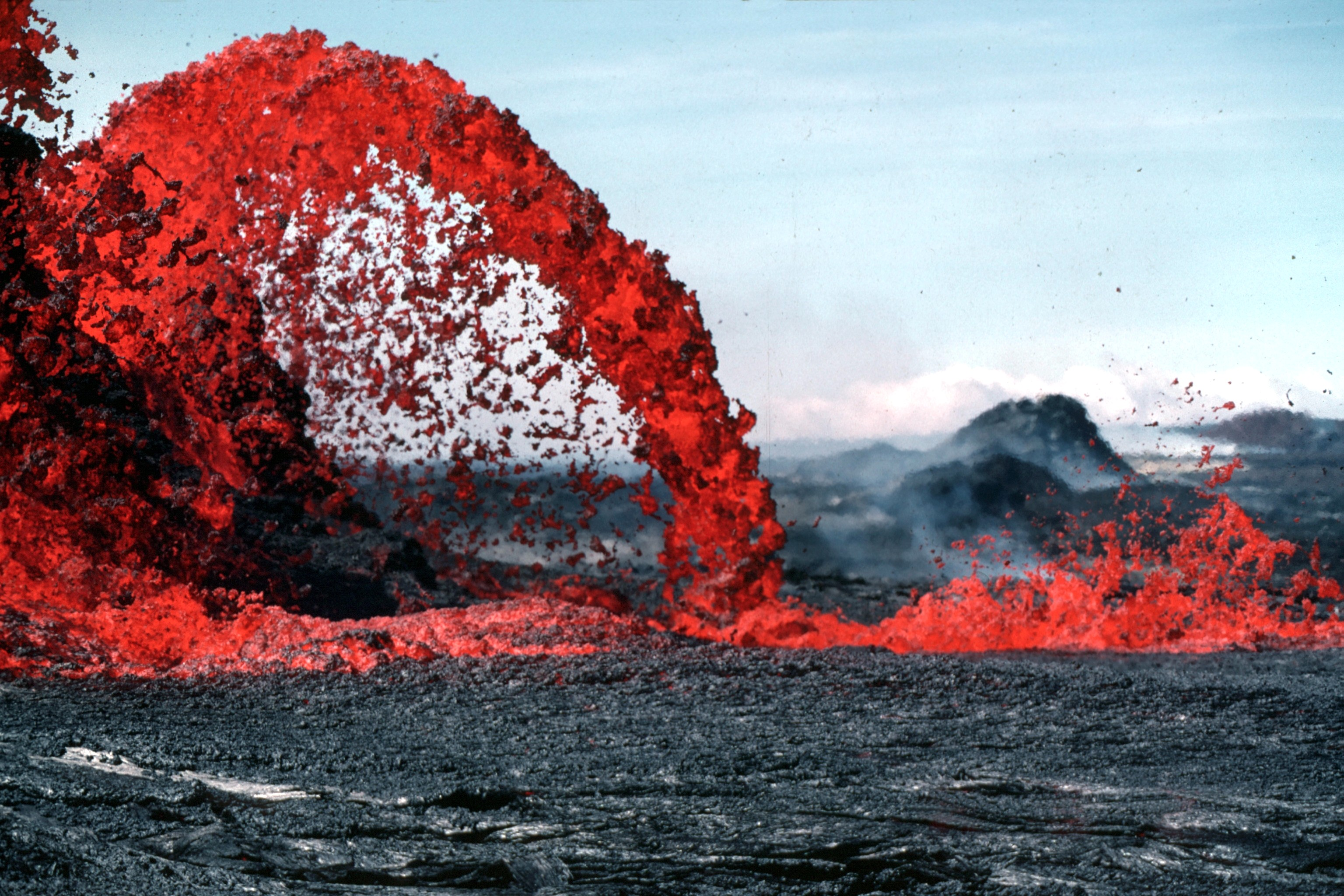
Fuente de lava de 10 metros de altura en un volcán de Hawái (Estados Unidos).

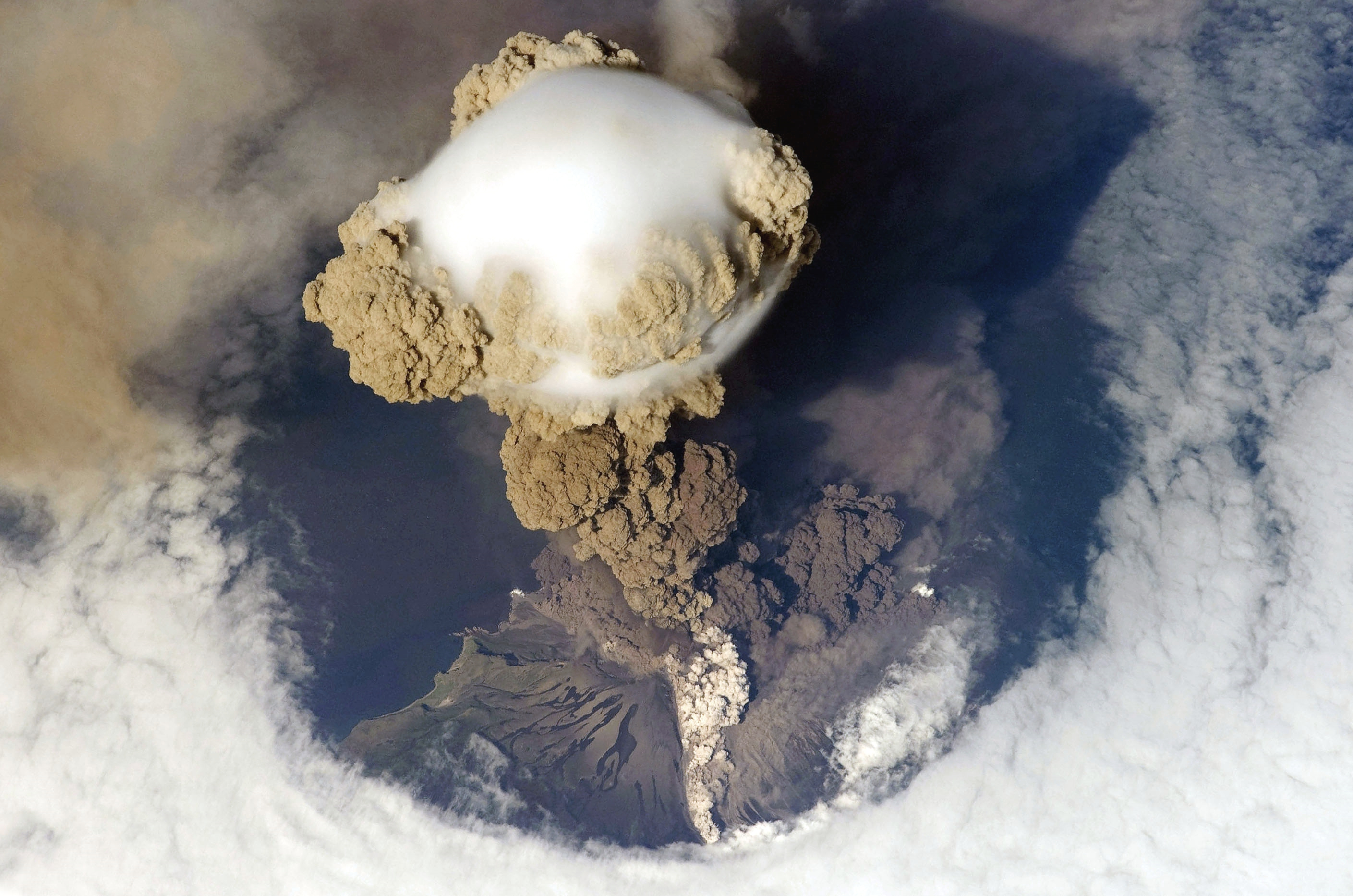
Volcán Sarychev en las Islas Kuriles, Rusia.

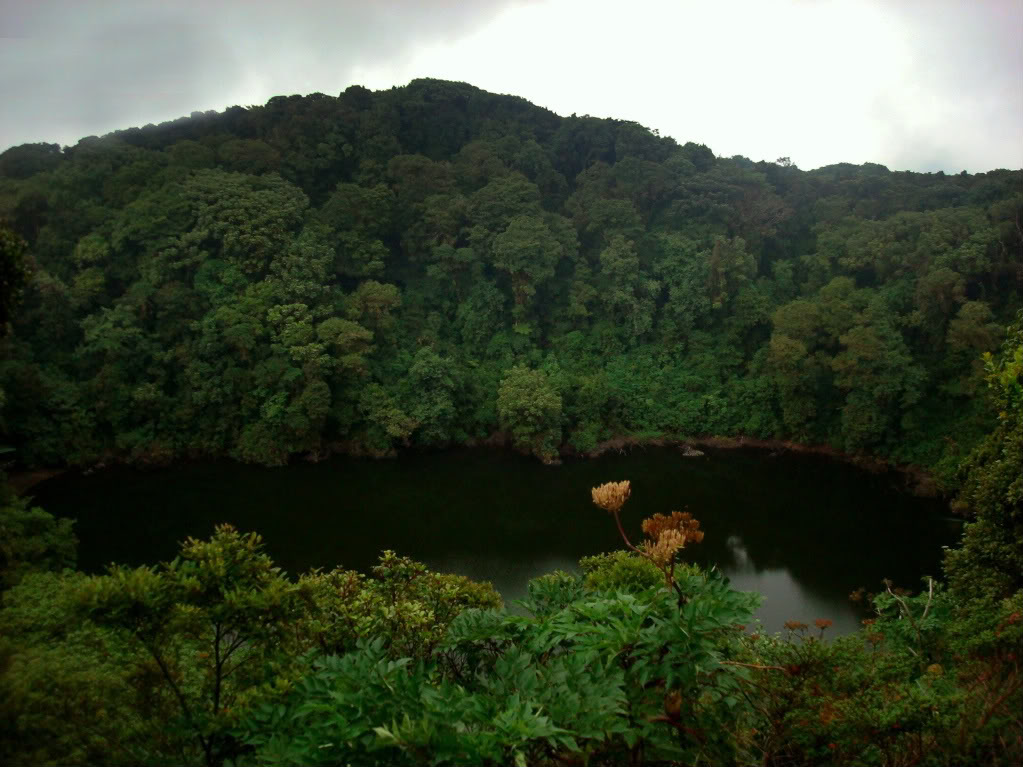
Volcán Barva en Costa Rica.

Un volcán (del portugués volcão, y este del latín Vulcānus 'Vulcano', dios romano del fuego) es una estructura geológica en la tierra o en el mar,  generalmente una montaña, por la que emerge el magma que se divide en lava y gases provenientes del interior de la Tierra. El ascenso del magma ocurre en episodios de actividad violenta denominados erupciones, que pueden variar en intensidad, duración y frecuencia, desde suaves corrientes de lava hasta explosiones extremadamente destructivas. En ocasiones, los volcanes adquieren una forma cónica por la acumulación de material de erupciones anteriores. En la cumbre se encuentra su cráter o caldera.
Por lo general los volcanes se forman en los límites de las placas tectónicas, aunque existen los llamados puntos calientes, donde no hay contacto entre placas, como es el caso de las islas Hawái. Aproximadamente el 75% de los volcanes activos del mundo están ubicados en el llamado cinturón de fuego del Pacífico.
Los volcanes pueden tener muchas formas y despedir distintos materiales. Algunas de las formas más comunes son el estratovolcán, el cono de escoria, la caldera volcánica y el volcán en escudo. También existen numerosos volcanes submarinos ubicados a lo largo de las dorsales mediooceánicas. Algunos volcanes alcanzan una altitud superior a los 6000 metros sobre el nivel del mar. El volcán más alto del mundo es el Nevado Ojos del Salado, en Argentina y Chile, siendo además la segunda cumbre más alta de los hemisferios sur y occidental (solo superado por el cerro argentino Aconcagua).
Los volcanes no solo existen en la Tierra, sino también en otros planetas y satélites. Algunos están formados por materiales considerados fríos y se denominan criovolcanes. En ellos, el hielo actúa como roca, mientras que el agua fría líquida interna actúa como magma; esto ocurre en la luna de Júpiter llamada Europa.

## Relación entre vulcanismo y las placas tectónicas

### Límites de placa divergentes
En las crestas oceánicas medias, dos placas tectónicas divergen entre sí a medida que se forma una nueva corteza oceánica por el enfriamiento y la solidificación de la roca fundida caliente. Debido a que la corteza es muy delgada en estas crestas debido al tirón de las placas tectónicas, la liberación de presión conduce a la expansión adiabática (sin transferencia de calor o materia) y al derretimiento parcial del manto, causando vulcanismo y creando una nueva corteza oceánica. La mayoría de los límites de placas divergentes se encuentran en el fondo de los océanos; por lo tanto, la mayor parte de la actividad volcánica en la Tierra es submarina, formando un nuevo fondo marino. Los fumadores negros (también conocidos como respiraderos de aguas profundas) son evidencia de este tipo de actividad volcánica. Donde la cresta oceánica media está sobre el nivel del mar, se forman islas volcánicas; por ejemplo, Islandia.

### Placas convergentes
Las zonas de subducción son lugares donde chocan dos placas, generalmente una placa oceánica y una placa continental. En este caso, la placa oceánica se subduce, o se sumerge, debajo de la placa continental, formando una trinchera oceánica profunda en alta mar. En un proceso llamado fusión de flujo, el agua liberada de la placa subductora reduce la temperatura de fusión de la cuña del manto suprayacente, creando así magma. Este magma tiende a ser extremadamente viscoso debido a su alto contenido de sílice, por lo que a menudo no alcanza la superficie sino que se enfría y solidifica en profundidad. Cuando llega a la superficie, sin embargo, se forma un volcán. Ejemplos típicos son el Etna y los volcanes en el Anillo de Fuego del Pacífico.

### Puntos calientes
Los puntos calientes son áreas volcánicas formadas por plumas de manto, que son columnas de material caliente que se elevan desde el límite núcleo-manto en un espacio fijo que causa la fusión de grandes volúmenes. En algunos casos, debido a que las placas tectónicas se mueven a través de ellas, cada volcán se vuelve inactivo y se forma uno nuevo a medida que la placa avanza sobre el penacho térmico, como en el caso del archipiélago de Hawái; también lo ha hecho la llanura del río Snake, con la caldera de Yellowstone como parte de la placa norteamericana sobre el punto caliente. Otros ejemplos de vulcanismo asociado a punto caliente son las islas Canarias, esta vez con un desplazamiento mínimo de la placa africana, o Islandia, que además coincide con un límite divergente de placas.

## Tipos de volcanes según su actividad
Los volcanes, teniendo en cuenta la frecuencia de sus erupciones, se pueden clasificar en tres tipos: activos, inactivos (durmientes) o extintos.

### Volcanes activos
Los volcanes activos son aquellos que pueden entrar en actividad eruptiva en cualquier momento, es decir, que permanecen en estado de latencia. Esto ocurre con la mayoría de los volcanes, pues ocasionalmente entran en actividad, permaneciendo en reposo la mayor parte del tiempo. El período de actividad eruptiva puede durar desde una hora hasta varios años, como fue el caso del volcán de Pacaya y del Irazú. Hasta el momento, no se ha descubierto ningún método seguro para predecir las erupciones.

### Volcanes durmientes o inactivos
Los volcanes durmientes o inactivos son aquellos que mantienen ciertos signos de actividad, como la presencia de aguas termales, y han entrado en actividad esporádicamente. Dentro de esta categoría suelen incluirse las fumarolas y los volcanes con largos períodos de inactividad entre una erupción y otra. Un volcán se considera durmiente si desde hace siglos no ha tenido una erupción.

### Volcanes extintos
Los volcanes extintos son aquellos cuya última erupción fue registrada hace más de 25 000 años. Sin embargo, no se descarta la posibilidad de que puedan despertar y liberar una erupción más fuerte que la de un volcán que está activo, causando grandes desastres. También se les llama extintos cuando han sido alejados de su fuente de magma, perdiendo poco a poco su actividad, esto sucede únicamente en volcanes de punto caliente, a diferencia de los volcanes de zonas de subducción.

## Tipos de erupciones volcánicas

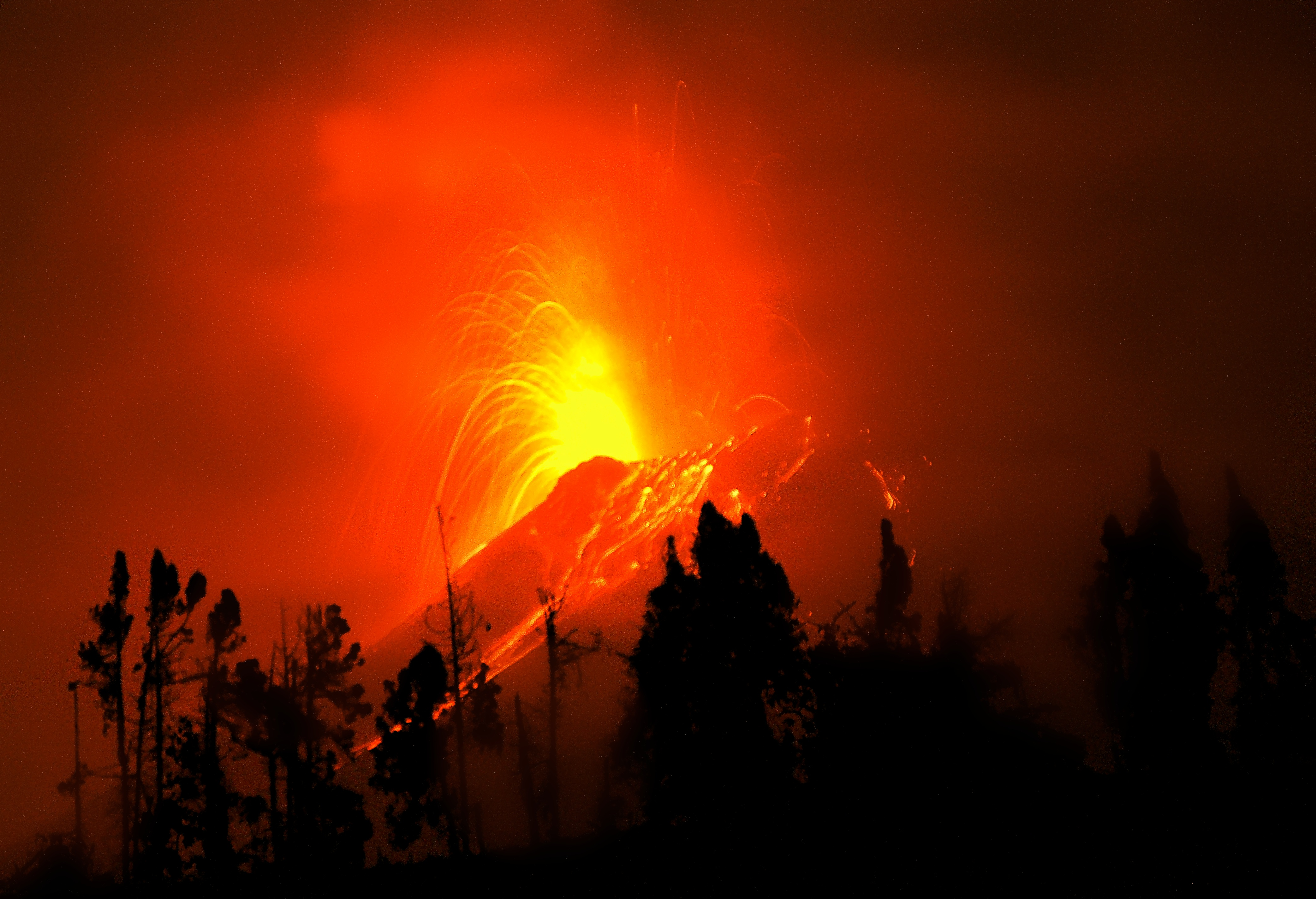
Erupción en el 2011 del volcán Tungurahua, Ecuador.

La temperatura, composición, viscosidad y elementos disueltos en el magma son los factores que determinan el tipo de erupción y la cantidad de productos volátiles que la acompañan.

### Hawaiana

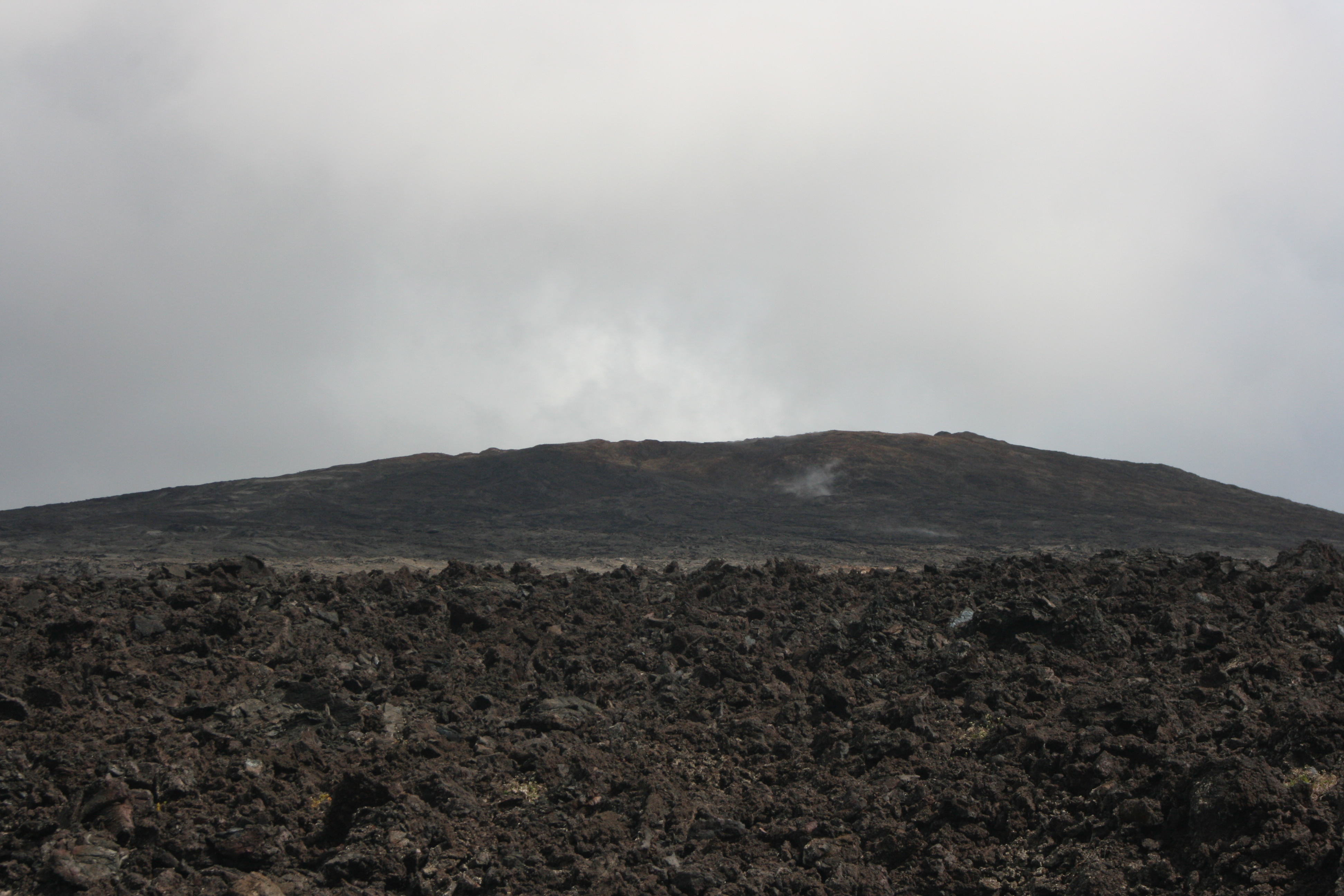
Volcán hawaiano en Kilauea.

En este tipo de erupción, la lava generalmente es bastante fluida y no ocurren desprendimientos gaseosos explosivos. Estas lavas se desbordan cuando rebasan el cráter y se deslizan con facilidad por la ladera del volcán, formando verdaderas corrientes que recorren grandes distancias. Por esta razón, los volcanes de tipo hawaiano son de pendiente suave. Algunos residuos de lava, al ser arrastrados por el viento, forman hilos cristalinos que los nativos hawaianos llaman cabellos de la diosa Pele, la diosa del fuego. El volcán hawaiano más famoso es el Kilauea.

### Estromboliana o mixta

Erupción del Estrómboli en verano de 2015 (animado).

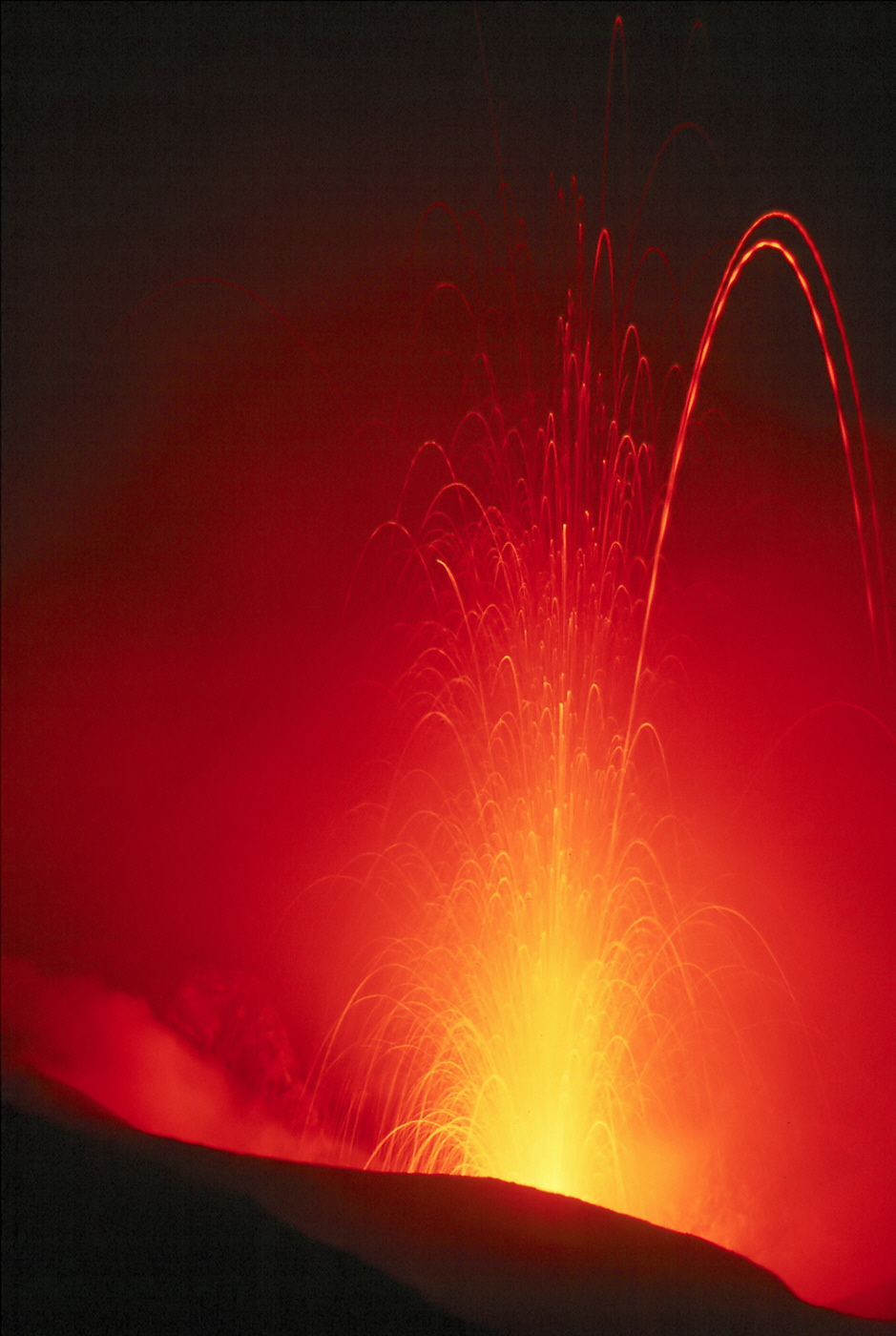
Erupción del Estrómboli (Italia) en 1980.

Este tipo de erupción recibe el nombre del Estrómboli, volcán de las islas Eolias (mar Tirreno), al norte de Sicilia. Se origina cuando hay alternancia de los materiales en erupción, formándose un cono estratificado en capas de lavas fluidas y materiales sólidos. La lava es fluida, va desprendiendo gases abundantes y violentos con proyecciones de escorias, bombas y lapilli. Debido a que los gases pueden desprenderse con facilidad, no se producen pulverizaciones o cenizas. Cuando la lava rebosa por los bordes del cráter, desciende por las laderas y barrancos, pero no alcanza grandes extensiones como en las erupciones de tipo hawaiano.

### Vulcaniana

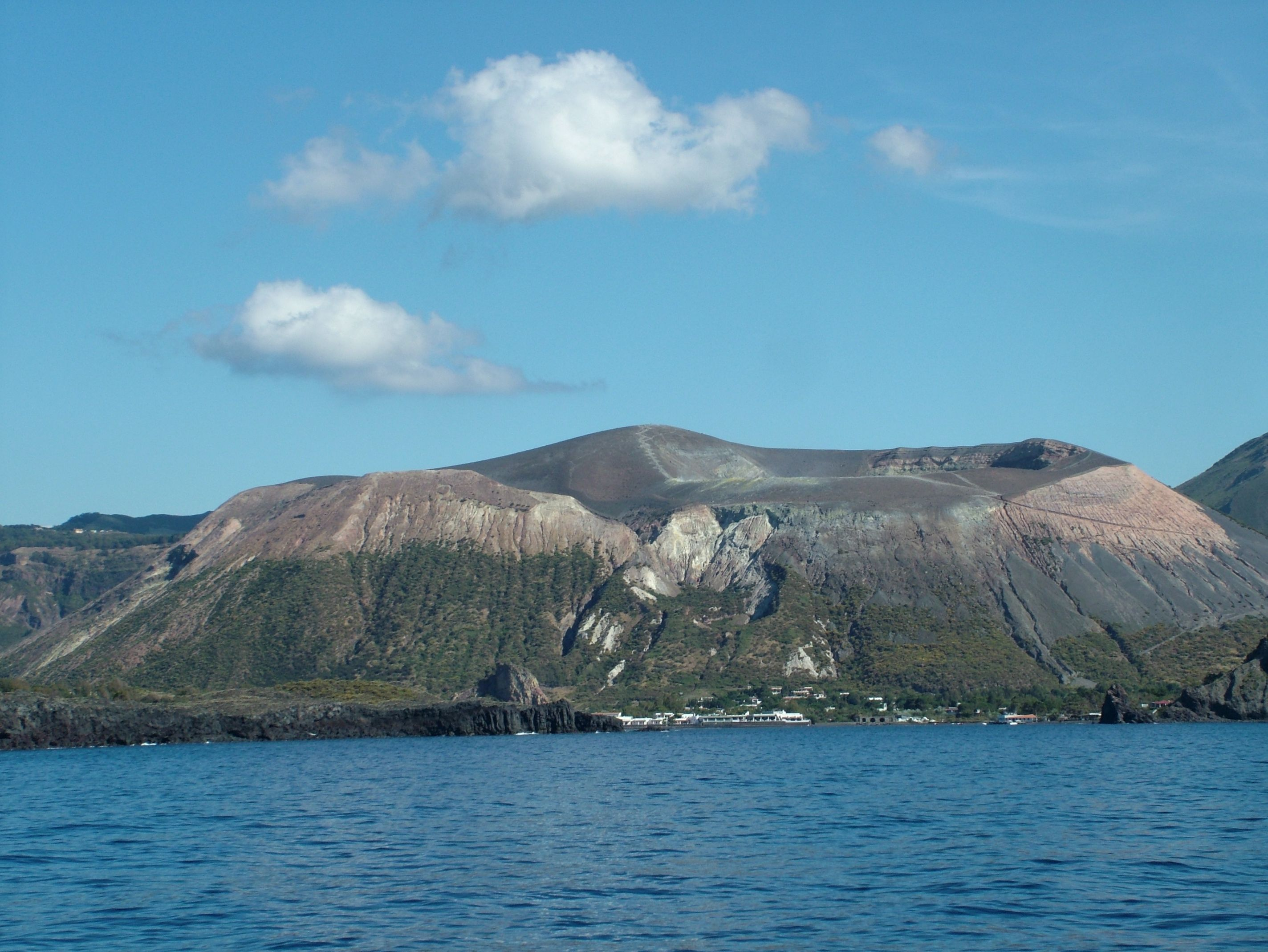
Vulcano.

Del nombre del volcán Vulcano en las islas Eolias. Esta erupción se caracteriza porque en ella se desprenden grandes cantidades de gases, la lava liberada es poco fluida y se consolida con rapidez. En este tipo de erupción, las explosiones son muy fuertes y pulverizan la lava, produciendo mucha ceniza, la cual es lanzada al aire acompañada de otros materiales fragmentarios. Cuando el magma sale al exterior en forma de lava, se solidifica rápidamente, pero los gases que se desprenden rompen y resquebrajan su superficie, volviéndola áspera y muy irregular y formando lava de tipo Aa. Los conos de estos volcanes son de pendiente muy inclinada.

### Pliniana o vesubiana
Nombrada así en honor a Plinio el Joven, difiere de la erupción volcánica en que en ésta la presión de los gases es muy fuerte y produce explosiones muy violentas, que en los casos extremos (plinianos) puede dar lugar a unas coladas piroclásticas o nubes ardientes que bruscamente se precipitan por las laderas del volcán alcanzando gran rapidez y sepultando en sólo unos minutos una gran extensión de terreno. Estos fenómenos críticos pueden sepultar y abrasar de golpe ciudades enteras, como ocurrió con Pompeya y Herculano por la actividad del volcán Vesubio. Al final de la deposición de esta colada piroclástica ardiente se transforma en la denominada roca ignimbrita; además se genera precipitaciones de cenizas, las cuales también pueden llegar a sepultar grandes extensiones como última capa fría.
Se caracteriza por alternar erupciones de piroclasto con erupciones de coladas de lava, dando lugar a una superposición en estratos, lo que hace que este tipo de volcanes alcance grandes dimensiones; que también se denominan «Estratovolcanes». Ejemplo de ellos son el Teide, el Popocatépetl y el Fujiyama.

### Freatomagmática o surtseyana
Los volcanes de tipo freatomagmático se encuentran en aguas someras, presentan un lago en el interior de su cráter y en ocasiones forman atolones. Sus erupciones son extraordinariamente violentas, ya que a la energía propia del volcán se le suma la expansión del vapor de agua súbitamente calentado. Normalmente no presentan emisiones de lava ni extrusiones de rocas. Algunas de las mayores erupciones freáticas son las del Krakatoa, el Kīlauea y la Isla de Surtsey.

### Peleana
De los volcanes de las Antillas es célebre la Montaña Pelada, ubicada en la isla Martinica, que en la erupción de 1902 destruyó la capital, Saint-Pierre.
La lava en esta erupción es extremadamente viscosa y se consolida con gran rapidez, llegando a tapar por completo el cráter formando un pitón o aguja. La enorme presión de los gases sin salida provoca una enorme explosión que levanta el pitón, o bien destroza la parte superior de la ladera. Así ocurrió el 8 de mayo de 1902, cuando las paredes del volcán cedieron a tan enorme empuje que se abrió un conducto por el que salieron con extraordinaria fuerza los gases acumulados a elevada temperatura y que, mezclados con cenizas, formaron una nube ardiente que ocasionó 28 000 víctimas. [cita requerida]

### Erupciones submarinas
En el fondo oceánico se producen erupciones volcánicas cuyas lavas pueden formar islas volcánicas si llegan a la superficie. Las erupciones suelen ser de corta duración en la mayoría de los casos, debido al equilibrio isostático de las lavas al enfriarse cuando entran en contacto con el agua y también por la erosión marina. Algunas islas como las Cícladas en Grecia o las islas Canarias en España tienen este origen.

### Avalanchas de origen volcánico

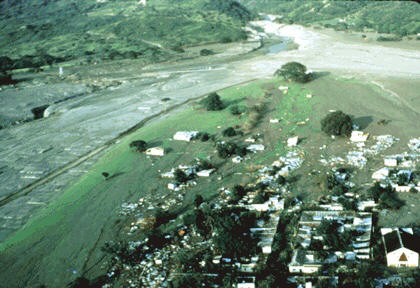
Armero después de la tragedia (Colombia).

Hay volcanes que generan un número de víctimas elevado, debido a que sus grandes cráteres están durante el periodo de reposo convertidos en lagos o cubiertos de nieve. Al recobrar su actividad, el agua mezclada con cenizas y otros restos, es lanzada formando torrentes y avalanchas o coladas de barro (que se denominan «lahares») que tienen una enorme capacidad destructiva. Un ejemplo de esto fue la erupción del Nevado de Ruiz en Colombia, el 13 de noviembre de 1985. El Nevado del Ruiz es un volcán explosivo en el que la cumbre del cráter (5321 m s.n.m.) estaba recubierta por un casquete de hielo; al ascender la lava se recalentaron las capas de hielo y se formaron unas coladas de barro que invadieron el valle del río Lagunilla, sepultando la ciudad de Armero, dejando 24 000 muertos y decenas de miles de heridos.[cita requerida]

### Erupciones fisurales
Se originan en una larga dislocación de la corteza terrestre, que puede ser desde apenas unos metros hasta varios kilómetros. La lava que fluye a lo largo de la rotura es fluida y recorre grandes extensiones formando amplias mesetas (traps), con uno o más kilómetros de espesor y miles de km². Un ejemplo de vulcanismo fisural es la meseta del Decán en la India.

## Volcán en escudo

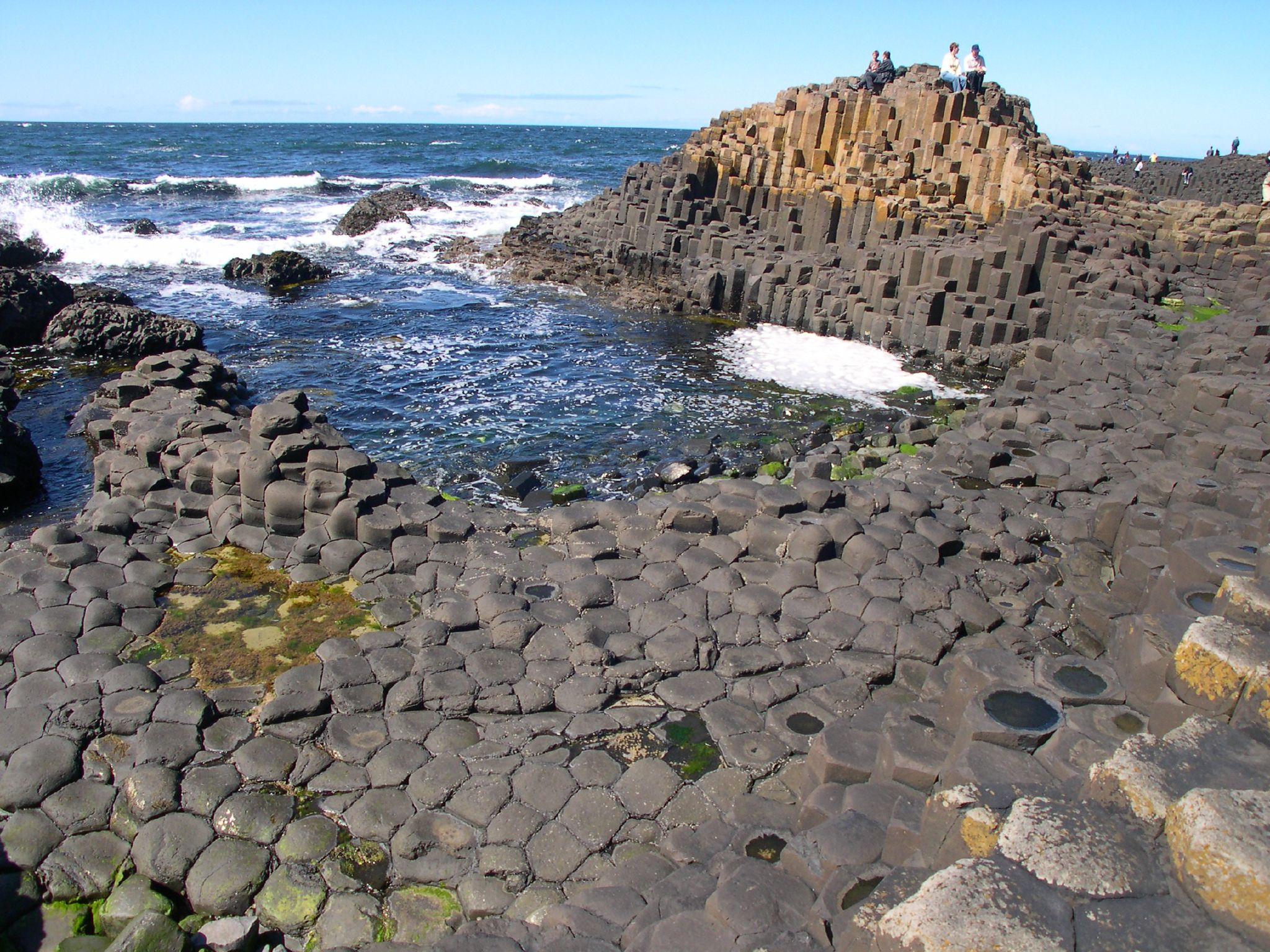
Columnas de basalto de la «Calzada del Gigante» en Irlanda del Norte.

Cuando la lava expulsada por el volcán es fluida, de tipo hawaiano, el volcán adquiere una forma de una estructura amplia y abovedada, que por su apariencia se los denomina en escudo.
Los volcanes de escudo se asemejan a la superficie superior de un escudo que reposara en el suelo con el lado convexo hacia arriba.
Un volcán en escudo está formado principalmente por lavas basálticas (ricas en hierro) y poco material piroclástico. El mayor volcán de la Tierra es el Mauna Loa, un volcán en escudo en las islas Hawái. El Mauna Loa nace en las profundidades del mar, a unos 5000 metros y se eleva sobre el nivel del mar por unos 4170 metros.
Los volcanes en escudo como el Mauna Loa se forman a lo largo de millones de años gracias a ciclos de erupciones de lava que se van superponiendo unas con otras.
El volcán de escudo más activo es el Kīlauea, localizado en la Isla de Hawái, al lado de Mauna Loa. En el período histórico el Kilauea ha entrado unas cincuenta veces en erupción y es, por lo tanto, el volcán de este tipo más estudiado.
El resultado de erupciones constantes durante millones de años ha dado lugar a la creación de las montañas más grandes de la Tierra (si se tiene en cuenta la altura contando desde la base en el lecho marino). Por ejemplo, el Mauna Loa, desde su base submarina hasta su cúspide, cuenta con una altura de 9.5 km, más alto que el monte Everest.
Los geólogos creen que las primeras etapas de formación de los volcanes en escudo consisten en erupciones frecuentes de delgadas coladas de basalto muy líquidas. Además de estas erupciones también se producen erupciones laterales. Normalmente con el cese de cada fase eruptiva se produce el hundimiento del área de la cima. En las últimas fases, las erupciones son más esporádicas y la erupción piroclástica se hace más frecuente. A medida que esto sucede, las coladas de lava tienden a ser más viscosas, lo que provoca que sean más cortas y potentes. Así, va aumentando la pendiente de la ladera del área de la cima.
Los volcanes en escudo son muy comunes y también se han identificado en el sistema solar. El más grande conocido hasta la fecha es el monte Olimpo, sobre la superficie de Marte, encontrándose también varios de estos volcanes sobre la superficie de Venus, aunque de apariencia más achatada.

### Flujo piroclástico

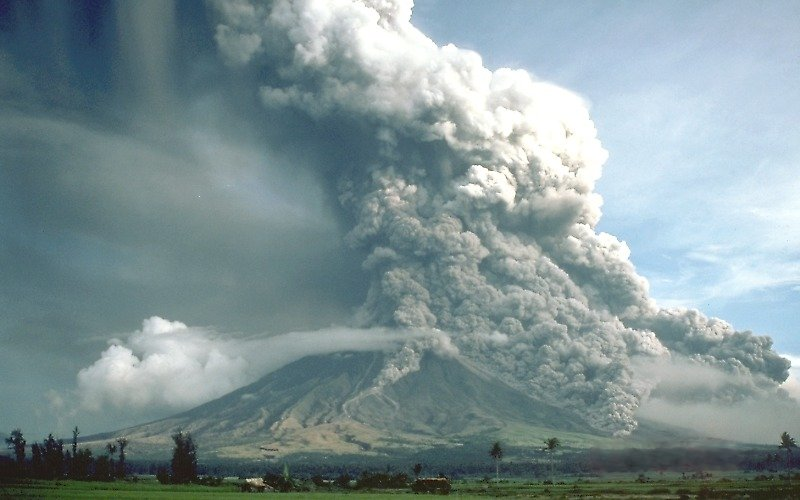
Flujo piroclástico expulsado por el volcán Mayón en Filipinas.

Cuando las erupciones de un volcán llegan acompañadas de gases calientes y cenizas se produce lo que se conoce como flujo piroclástico o «nube ardiente». También conocida como avalancha incandescente, el flujo piroclástico se desplaza pendiente abajo a velocidades cercanas a los 200 km/h. La sección basal de estas nubes contienen gases calientes y partículas que flotan en ellos. De esta forma, las nubes transportan fragmentos de rocas que –gracias al rebote de los gases calientes en expansión– se depositan a lo largo de más de 100 km desde su punto de origen.
En 1902 una nube ardiente de un pequeño volcán llamado monte Pelée en la isla caribeña de Martinica destruyó la ciudad portuaria de San Pedro. La destrucción fue tan devastadora que murió casi toda la población (unos 28 000 habitantes). A diferencia de Pompeya, que quedó enterrada en un manto de cenizas en un plazo de tres días y las casas quedaron intactas (salvo los techos por el peso de las cenizas), la ciudad de San Pedro fue destruida solo en minutos y la energía liberada fue tal que los árboles fueron arrancados de raíz, las paredes de las casas desaparecieron y las monturas de los cañones se desintegraron. La erupción del monte Pelée muestra cuan distintos pueden ser dos volcanes del mismo tipo.

### Lahar
Los conos compuestos también producen coladas de barro llamadas lahar, una palabra de origen indonesio. Estos flujos se producen cuando las cenizas y derrubios volcánicos se saturan de agua y descienden pendiente abajo, normalmente siguiendo los cauces de los ríos. Algunos de los lahares se producen cuando la saturación es provocada por la lluvia, mientras que en otros casos cuando grandes volúmenes de hielo y nieve se funden por una erupción volcánica. En Islandia, el último caso se denomina jökulhlaup y es un fenómeno devastador.
Destrucciones importantes de lahares se dieron en 1980 con la erupción del monte Santa Helena, en Estados Unidos, que a pesar de los destrozos producidos, no produjo muchas víctimas debido a que la región está poco poblada. Otro fue en 1985 con la erupción del Nevado del Ruiz, en Colombia, la cual generó un lahar que acabó con la vida de 25 000 personas.

## Formas volcánicas relacionadas

### Calderas

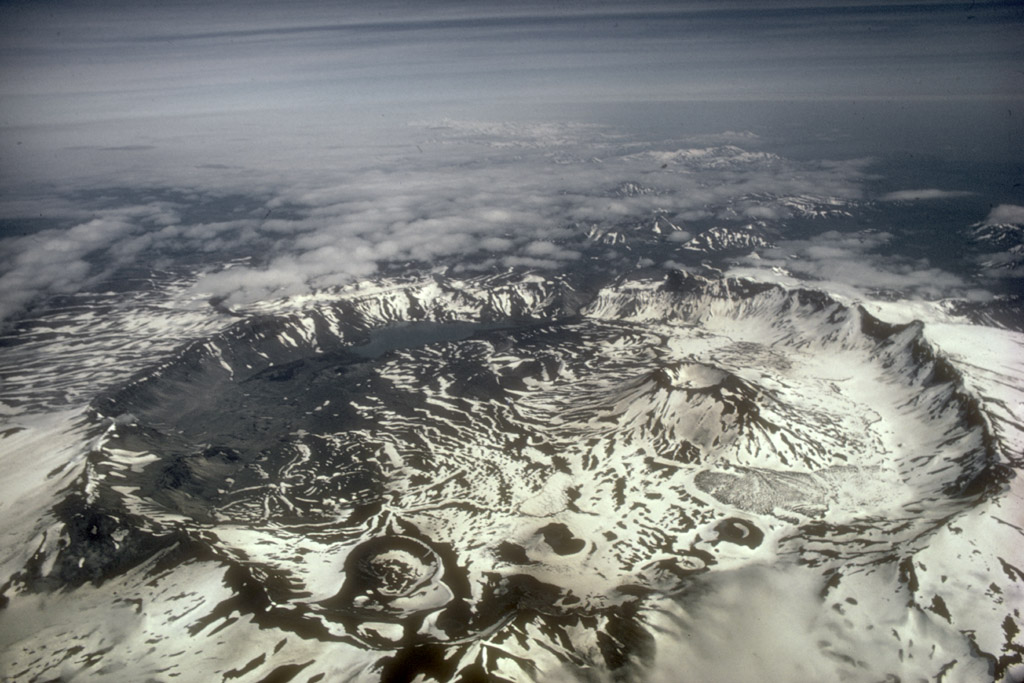
Caldera Aniakchak, en Alaska.

La mayoría de los volcanes presentan en su cima un cráter de paredes empinadas, por el interior. Cuando el cráter supera 1 km de diámetro se denomina caldera volcánica.
Las calderas son estructuras de forma circular y la mayoría se forma cuando la estructura volcánica se hunde sobre la cámara magmática parcialmente vacía que se sitúa por debajo. Si bien la mayoría de las calderas se crea por el hundimiento producido después de una erupción explosiva, esto no es así en todos los casos.
En el caso de los enormes volcanes en escudo de Hawái, las calderas se crearon por la continua subsidencia a medida que el magma se drenaba desde la cámara magmática durante las erupciones laterales. También las calderas de las islas Galápagos se han ido hundiendo por derrames laterales.
Las calderas de gran tamaño se forman cuando un cuerpo lavático granítico (félsico) se ubica cerca de la superficie curvando de esta manera las rocas superiores. Posteriormente, una fractura en el techo permite al magma rico en gases y muy viscoso ascender hasta la superficie, donde expulsa de manera explosiva, enormes volúmenes de material piroclástico, fundamentalmente cenizas y fragmentos de pumita. Estos materiales se denominan coladas piroclásticas y pueden alcanzar velocidades de 100 km/h. Cuando estos materiales se detienen, los fragmentos calientes se fusionan para formar una toba soldada que se asemeja a una colada de lava solidificada. Finalmente, el techo se derrumba dando lugar a una caldera. Este procedimiento puede repetirse varias veces en el mismo lugar.
Se conocen al menos 138 calderas que superan los 5 km de diámetro. Muchas de estas calderas son difíciles de ubicar, por lo que han sido identificadas con imágenes de satélites. Entre las más importantes se encuentra La Garita con unos 32 km de diámetro y una longitud de 80 que está ubicada en las montañas de San Juan al sur del estado de Colorado.

### Erupciones fisurales y llanuras de lava

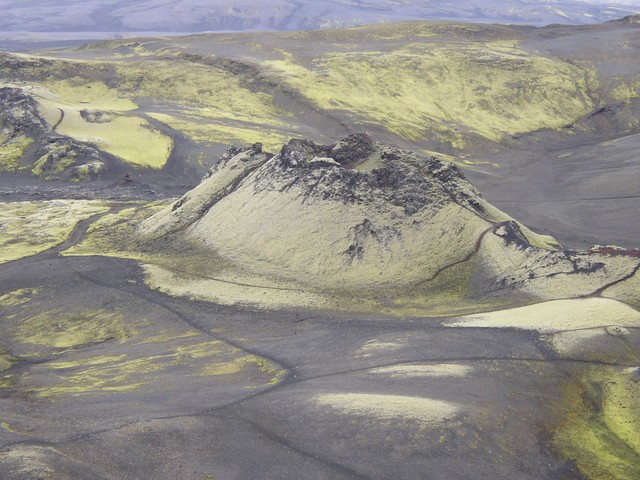
Cono piroclástico en el volcán fisural Laki en Islandia.

A pesar de que las erupciones volcánicas están relacionadas con estructuras en forma de cono, la mayor parte del material volcánico es extruido por fracturas en la corteza denominadas fisuras. Estas fisuras permiten la salida de lavas de baja viscosidad que recubren grandes áreas. La meseta del Columbia en el noroeste de Estados Unidos se formó de esta manera. Las erupciones fisurales expulsaron lava basáltica muy líquida. Las coladas siguientes cubrieron el relieve y formaron una llanura de lava (plateau) que en algunos lugares tiene casi 1.5 km de grosor. La fluidez se evidencia en la superficie recorrida por la lava: unos 150 km desde su origen. A estas coladas se las denomina basalto de inundación.
Este tipo de coladas sucede principalmente en el suelo oceánico y no puede verse. A lo largo de las dorsales oceánicas, donde la expansión del suelo oceánico es activa, las erupciones fisurales generan nuevo suelo oceánico. Islandia está ubicada encima de la dorsal centroatlántica y ha experimentado numerosas erupciones fisurales. Las erupciones fisurales más grandes de Islandia ocurrieron en 1783 y se denominaron erupciones de Laki. Laki es una fisura o volcán fisural de 25 km de largo que generó más de veinte chimeneas separadas que expulsaron corrientes de lava basáltica muy fluida. El volumen total de lava expulsada por las erupciones de Laki fue superior a los 12 km³. Los gases arruinaron las praderas y mataron al ganado islandés. La hambruna subsiguiente mató cerca de diez mil personas. La caldera está situada muy por debajo de la boca del volcán.

### Domo de lava

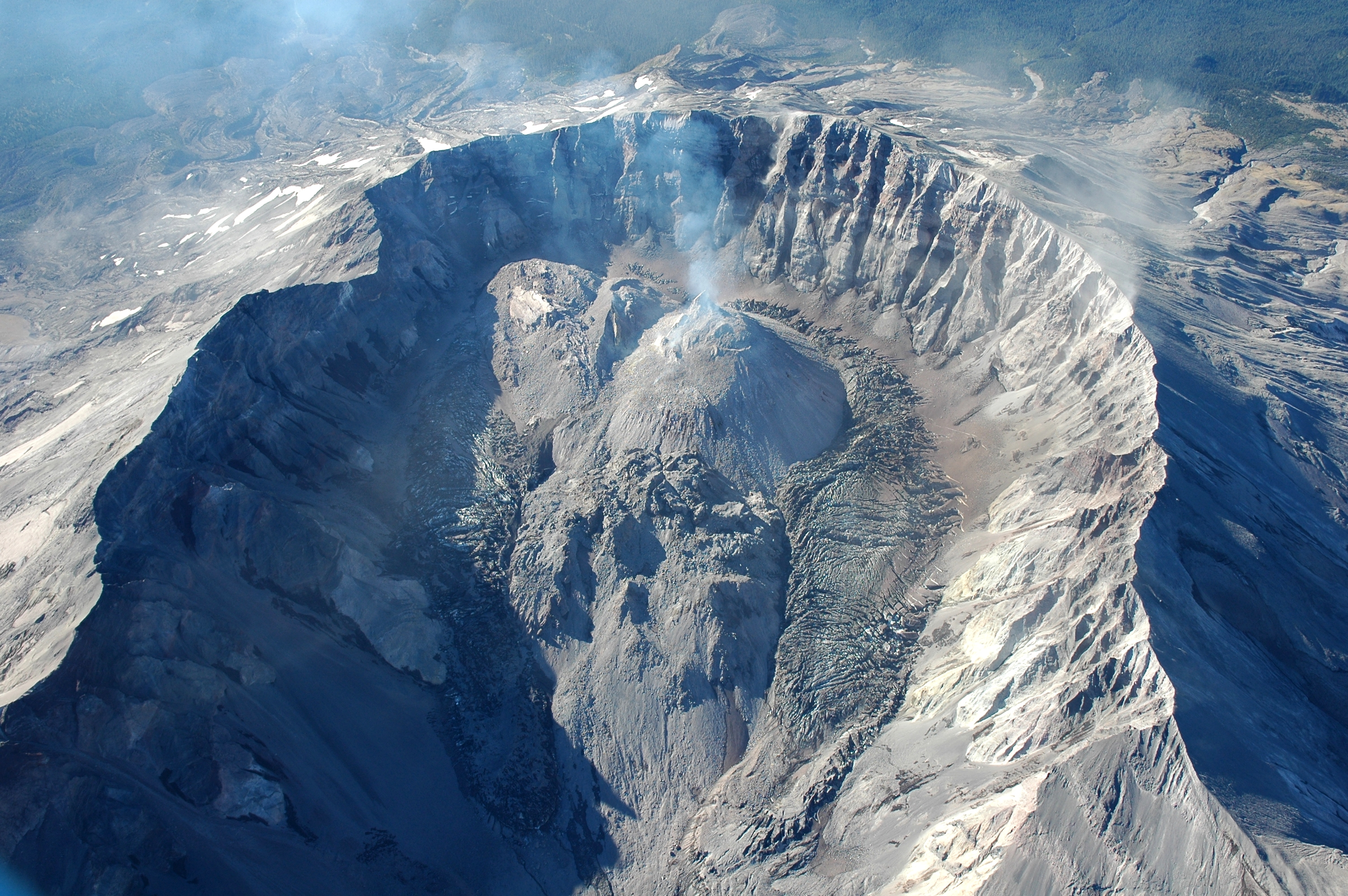
Domos de lava en el cráter del monte Santa Helena (Estados Unidos).

La lava rica en sílice es viscosa y por lo tanto, apenas fluye; cuando es extruida fuera de la chimenea puede producir una masa bulbosa de lava solidificada que se denomina domo de lava. Debido a su viscosidad, la mayoría está compuesto por riolitas y otros por obsidianas. La mayoría de los domos volcánicos se desarrollan a partir de una erupción explosiva de un magma rico en gases.
Aunque la mayoría de los domos volcánicos están asociados a conos compuestos, algunos se forman de manera independiente. Tal es el caso de la línea de domos riolíticos y de obsidiana en los en California.

### Chimeneas y pitones volcánicos

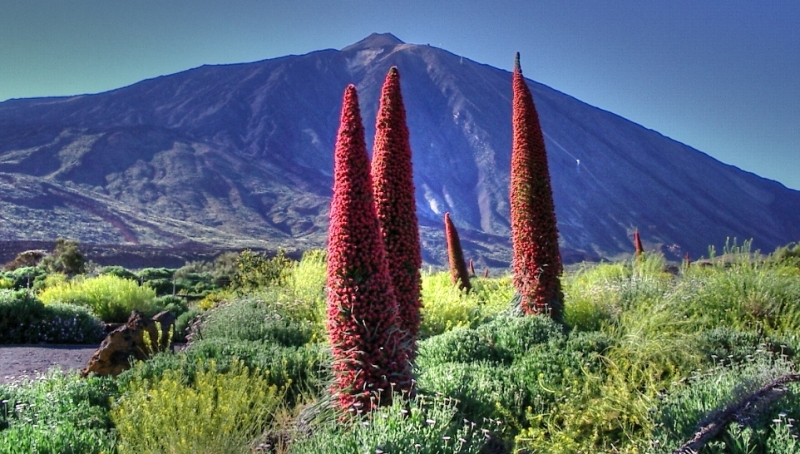
Volcán Teide (Tenerife, España).

Los volcanes se alimentan del magma a través de conductos denominados chimeneas. Estas tuberías pueden extenderse hasta unos 200 km de profundidad. En este caso, las estructuras proveen de muestras del manto que han experimentado muy pocas alteraciones durante su ascenso.
Las chimeneas volcánicas mejor conocidas son las sudafricanas que están cargadas de diamantes. Las rocas que rellenan estas chimeneas se originaron a profundidades de 150 km, donde la presión es lo bastante elevada como para generar diamantes y otros minerales de alta presión.
Debido a que los volcanes están siendo rebajados constantemente por la erosión y la meteorización, los conos de cenizas son desgastados con el tiempo, pero no sucede lo mismo con otros volcanes. Conforme la erosión progresa, la roca que ocupa la chimenea y que es más resistente, puede permanecer de pie sobre el terreno circundante mucho después de que haya desaparecido el cono que la contiene. A estas estructuras de las denomina pitón volcánico. Shiprock, en Nuevo México, es un claro ejemplo de este tipo de estructuras.

### Cuevas volcánicas
Una cueva volcánica es cualquier cavidad formada en rocas volcánicas, aunque el uso común de este término se reserva a cuevas primarias o singenéticas creadas por procesos volcánicos de modo que tanto la oquedad como la roca encajante se forman a la vez.

## Material volcánico

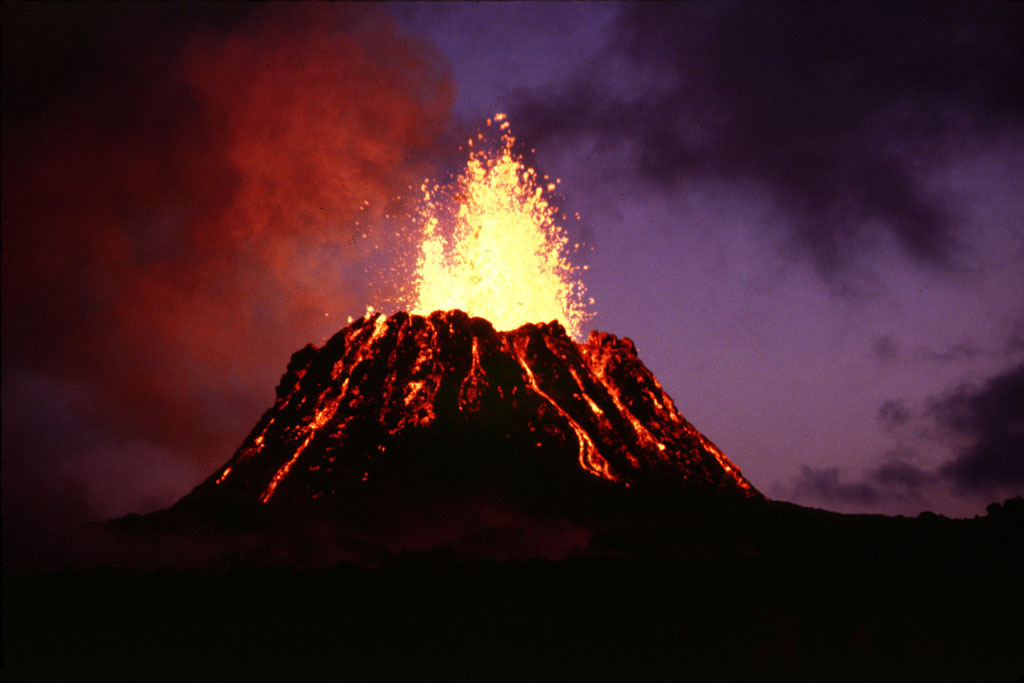
El Pu‘u ‘Ō‘ō, cono volcánico de Hawái.

El material que se forma por la actividad de un volcán son las rocas volcánicas, efusivas o extrusivas, principalmente basaltos y andesitas.
Según su textura pueden ser coladas, piroclastos (lapilli, pumita), obsidiana, etc.

## Volcanes extraterrestres

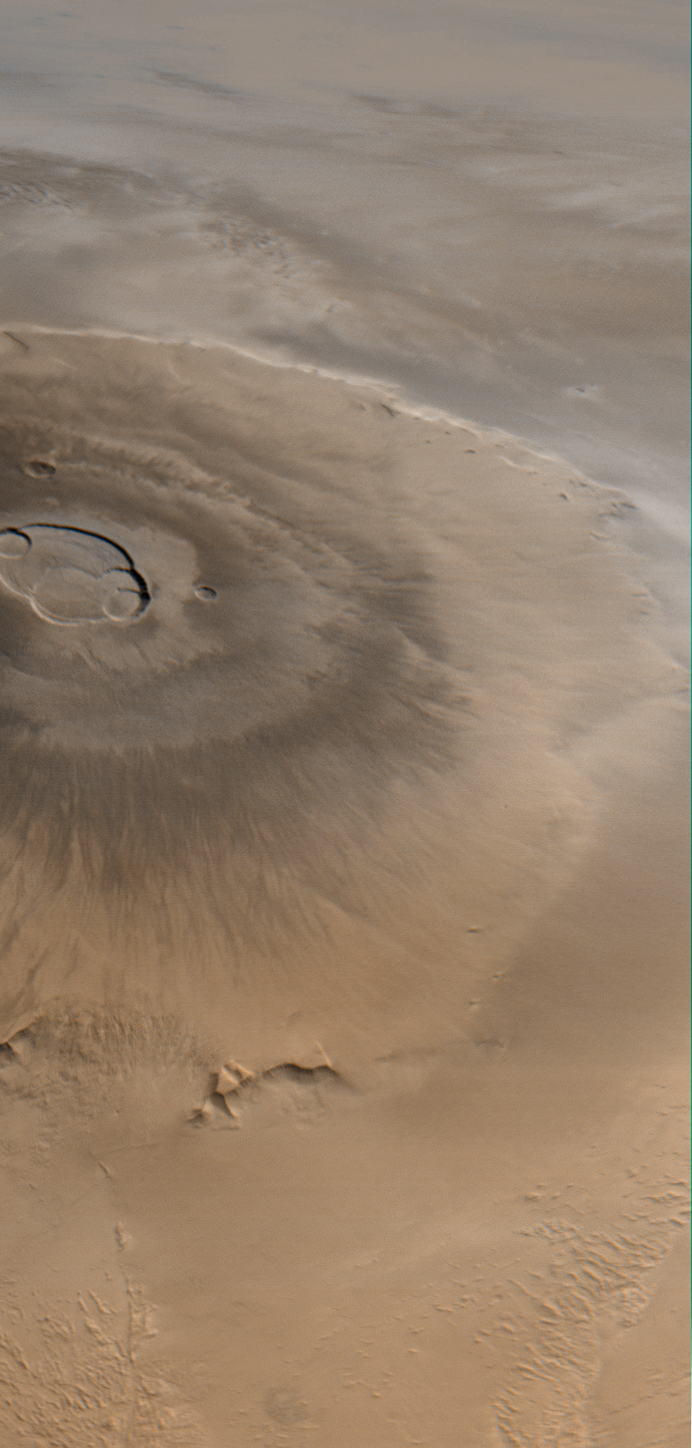
Monte Olimpo, el volcán más grande del sistema solar situado en el planeta Marte.

La Tierra no es el único planeta del sistema solar que tiene actividad volcánica. Venus tiene un intenso vulcanismo con unos cientos de miles de volcanes. Marte tiene la cumbre más alta del sistema solar: el monte Olimpo, un volcán dado por apagado con una base de unos 600 km y más de 27 km de altura. No obstante, este planeta parece tener cierta actividad volcánica apreciable.
Nuestra Luna está cubierta de inmensos campos de basalto y tiene presencia de domos lunares de origen volcánico similares a un volcán en escudo como por ejemplo el Mons Rümker, lo que sugiere que tuvo una corta pero considerable actividad volcánica que hoy muy probablemente está extinta. 
Debido a las bajas temperaturas del espacio, algunos volcanes de nuestro sistema solar están formados de hielo que actúa como roca, mientras su agua líquida interna actúa como la magma; esto ocurre -por ejemplo- en la fría luna de Júpiter llamada Europa. Estos reciben el nombre de criovolcán, de los cuales hay también en Encélado. La Voyager 2 descubrió en agosto de 1989, sobre Tritón, rastros de criovulcanismo y géiseres. La búsqueda de vida extraterrestre se ha interesado en buscar rastros de vida en sistemas criovolcánicos donde hay agua líquida y por ende, una fuente de radiación en calor considerable; estos son elementos esenciales para la vida.
Existen volcanes un poco más similares a los terrestres, sobre otros satélites de Júpiter como en el caso de Ío. La sonda Voyager 1 permitió fotografiar en marzo de 1979 una erupción en Ío. Los astrofísicos estudian los datos de esta información, que extiende el campo de estudio de la vulcanología. El conocimiento del fenómeno tal como se produce sobre la Tierra pasa en adelante por su estudio en el espacio.
La temperatura y composición química de los volcanes del sistema solar varían considerablemente entre los planetas y los satélites. Además, el tipo de materiales que arrojan en sus erupciones es muy diferente de los arrojados en la Tierra.[cita requerida]

## Peligros

### Protección civil

#### España
En España, la Norma Básica de Protección Civil, aprobada por Real Decreto 407/1992, de 24 de abril, dispone en su apartado 6 que el riesgo volcánico será objeto de planes especiales en los ámbitos territoriales que lo requieran. Estos planes especiales habrán de ser elaborados de acuerdo con una Directriz Básica previamente aprobada por el Gobierno.
La Directriz Básica de Planificación de Protección Civil ante el Riesgo Volcánico fue aprobada por Acuerdo del Consejo de Ministros del 19 de enero de 1996 y publicada por Resolución de la Secretaría de Estado de Interior el 21 de febrero de 1996. En ella, se consideran tres niveles de planificación: estatal, autonómico y de ámbito local. Por Acuerdo del Consejo de Ministros del 25 de enero de 2013, se aprueba el Plan Estatal de Protección Civil ante el Riesgo Volcánico.

## Creencias tradicionales sobre los volcanes

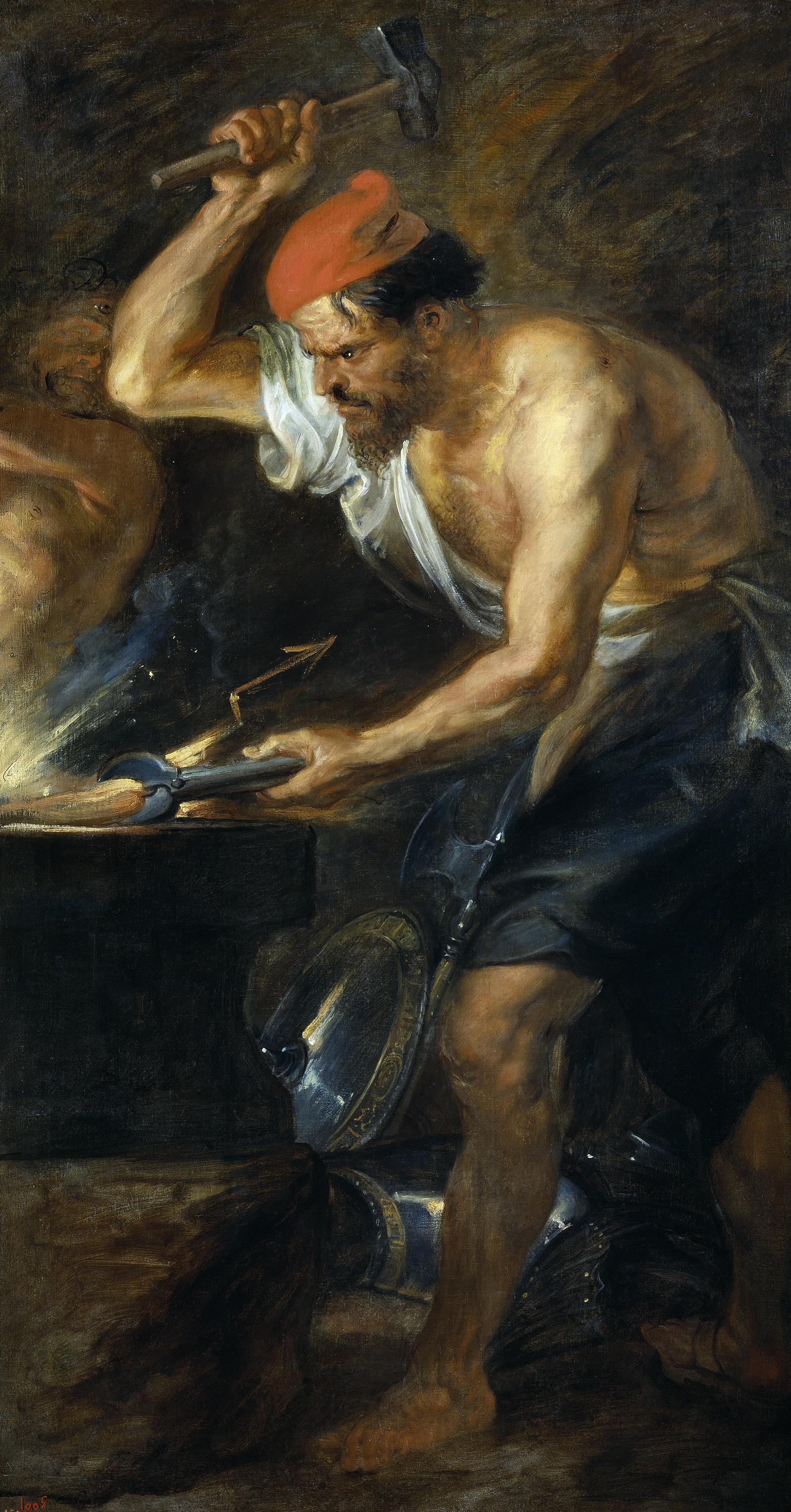
Vulcano forjando los rayos de Júpiter (1636), de Pedro Pablo Rubens.

Muchos cuentos antiguos atribuyen las erupciones volcánicas a causas sobrenaturales, tales como la acción de dioses o semidioses. Los antiguos griegos aun pensaban que el poder caprichoso de los volcanes sólo podía ser explicado como un acto divino, mientras que el astrónomo de los siglos XVI-XVII Johannes Kepler creía que eran los conductos lagrimales de la Tierra. Previamente, el jesuita Atanasio Kircher, luego de haber sido testigo de erupciones del Etna y el Estrómboli y haber visitado el cráter del monte Vesubio, publicó su propuesta de que el planeta Tierra tenía un fuego central conectado a numerosos otros causados por la combustión de azufre, betún y carbón.
Varias explicaciones fueron propuestas para explicar el comportamiento de los volcanes antes de que el entendimiento moderno de la estructura de la tierra se desarrollara. La acción volcánica solía atribuirse a reacciones químicas y a la delgada capa de piedra fundida cerca de la superficie.

## Volcanes activos en América del Sur

### Argentina
Numerosos volcanes se distribuyen a lo largo del territorio de la República Argentina. Algunos volcanes se encuentran definitivamente extintos y otros activos, aunque la proporción va a depender de la definición de activo y extinguido; aquí se consideran activos los que han tenido erupciones probables o verificadas en los últimos 10 000 años. Los volcanes de Argentina son variados tanto en forma como en emplazamiento tectónico. La mayoría de los volcanes argentinos pertenecen al Cinturón volcánico de los Andes, aunque hay grandes y voluminosos volcanes de retroarco. Dada la naturaleza del vulcanismo, es imposible establecer un número exacto de volcanes.
Cabe destacar que Argentina junto con Chile acogen al volcán más alto del mundo: Nevado Ojos del Salado.

### Bolivia
Bolivia acoge numerosos volcanes activos y extinguidos a través de su territorio. Los volcanes activos se encuentran en el oeste de Bolivia.
Nevado Sajama (del aimara: chak xaña ‘oeste’) es un estratovolcán en Bolivia, ubicado en el parque nacional Sajama al oeste del país en el departamento de Oruro. No se sabe con certeza la fecha de su última erupción. Sin embargo, se le considera un volcán extinto.
El volcán Ollagüe es un volcán activo situado en la frontera de Bolivia y Chile, en la región de Antofagasta en Chile y el Departamento de Potosí en Bolivia, en la cordillera de los Andes, con una altura de 5870 metros.
Acotango es un estratovolcán ubicado en la frontera de Bolivia y Chile, entre el departamento de Oruro y la región de Arica y Parinacota. Su zona de influencia directa está protegida por el parque nacional Lauca, por el lado chileno, y el parque nacional Sajama, por el lado boliviano.

### Chile

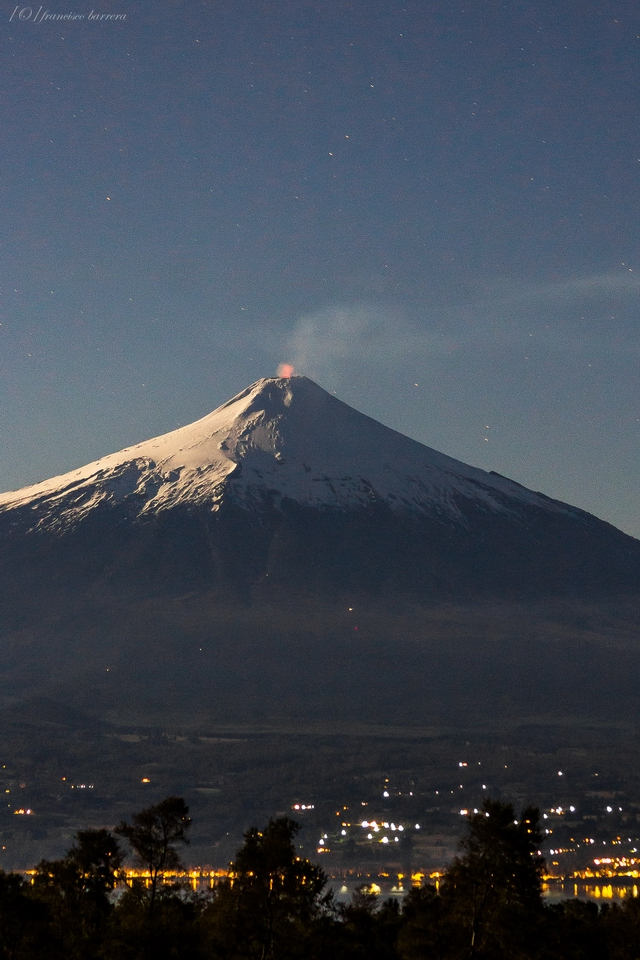
El volcán Villarrica es el más activo de Sudamérica, ha presentado alta actividad desde el.

Los volcanes en Chile son supervisados por el Servicio Nacional de Geología y Minería de Chile (SERNAGEOMIN). Entre las tareas de este organismo están, desde 1974, la publicación de la revista científica Andean Geology —que se llamaba Revista Geológica de Chile hasta 2009—, y visualizar el Sistema de Información de Geología de Exploración (SIGEX) —que reúne información sistematizada de los proyectos de exploración en Chile y los antecedentes técnicos y administrativos, entre otros—. La información fue obtenida de sitios web y otras fuentes públicas. De este modo, SERNAGEOMIN contribuye a consolidar el conocimiento geológico-minero del país (Art. 21 del Código de Minería de 1988).
Según la Red Nacional de Vigilancia Volcánica del Servicio Nacional de Geología y Minería de Chile, el país posee 90 volcanes considerados como «activos», de entre los cuales destacan: Nevados de Chaitén, Villarrica, Planchón Peteroa y el complejo volcánico Laguna del Maule, este último compartido con Argentina.

### Colombia
El Nevado del Ruiz: De acuerdo con el Servicio Geológico Colombiano este volcán presenta actividad sísmica regular, así como emisiones de ceniza.
Su altura es de 5364 m y se encuentra en la zona cafetera del país. En noviembre de 1985 tuvo una erupción donde fallecieron más de 25 000 habitantes de la población de Armero.
El volcán Galeras: Se ubica en el departamento de Nariño y está considerado como el volcán más activo de Colombia.
En 1993 unos turistas y un grupo de científicos que se encontraban dentro de su cráter murieron, luego de una erupción.
Durante los últimos años ha mantenido una actividad constante, con explosiones pequeñas y expulsión de ceniza y humo ocasional.

### Ecuador
Los volcanes activos del Ecuador continental pertenecen a la Zona Volcánica Norte (ZVN) de los Andes, la cual es parte del Cinturón Volcánico de los Andes.
La Escuela Politécnica Nacional, también conocida como EPN, es una universidad pública, ubicada en Quito, Ecuador. El Instituto Geofísico dirige en los países volcanes en las montañas de los Andes de Ecuador y en las Islas Galápagos. El Instituto Geofísico EPN dirige desde 1999. El Instituto Geofísico de la Escuela Politécnica Nacional (IGEPN) reportó un rápido aumento en la actividad sísmica, el número de explosiones y una nube de cenizas que alcanzó los 2 km (1.2 millas) de altura, llegando la nube de ceniza a la ciudad de Guayaquil.
El 26 de abril de 2011 hubo otra erupción de proporciones considerables, lanzando una columna de ceniza que ascendió hasta los 12 km de altura.
El Instituto Geofísico E.P.N dispone de equipos internacionales de Sismología y Vulcanología y dirige volcanes en las islas Galápagos. En agosto de 2015, el Volcán Cotopaxi experimentó un incremento significativo de su actividad, motivando incluso la declaración de un estado de excepción en el territorio nacional. Actualmente se encuentra bajo vigilancia constante por parte del Instituto Geofísico de la EPN. El 25 de mayo de 2015, Isla Wolf (Galápagos) tuvo una erupción volcánica y ahora está siendo dirigida por el Instituto Geofísico de la Escuela Politécnica Nacional En un informe que detalla la erupción, los investigadores del Instituto Geofísico de Ecuador EPN declararon que la columna de humo alcanzó una altitud de 15 kilómetros aproximadamente.

### Perú

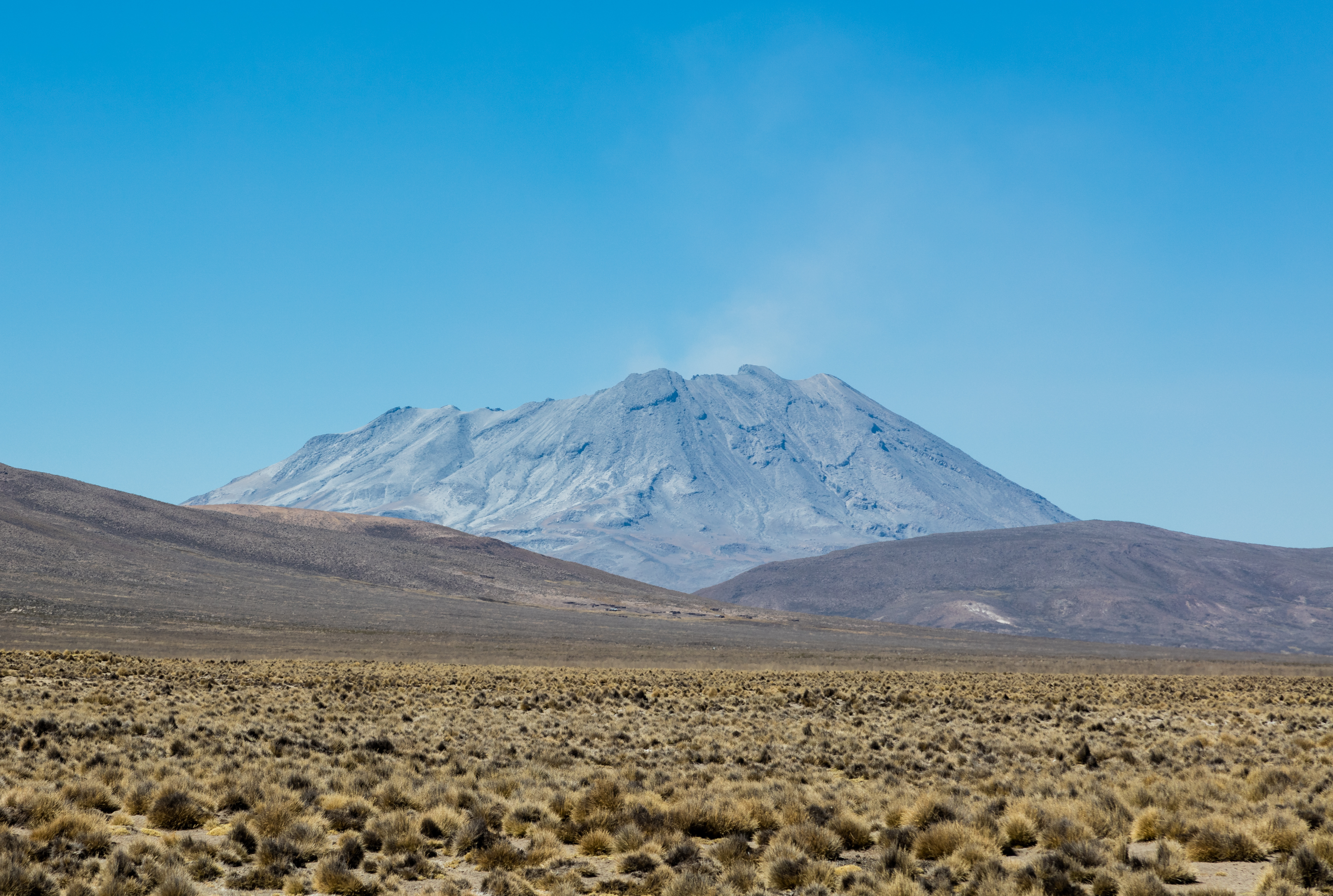
El volcán Ubinas, es el volcán más activo del Perú, ha registrado más de 25 erupciones en los últimos 500 años.

El Perú está situado en el cinturón de Fuego del Pacífico, región del planeta que se caracteriza por su gran actividad sísmica y volcánica. Como resultado de ello, el sur del Perú está atravesado por más de 400 volcanes que componen el llamado Arco volcánico del Perú y que forman parte de la Zona Volcánica Central de los Andes (ZVC).
El Perú cuenta con dos centros de monitoreo volcánico ubicados en la ciudad de Arequipa, los denominados Observatorio Vulcanológico del Sur del Instituto Geofísico del Perú (OVS-IGP) y el Observatorio Vulcanológico del INGEMMET (OVI), que mancomunadamente se han centrado en el objetivo de vigilar permanentemente los 16 volcanes activos y potencialmente activos (Sabancaya, Misti, Ubinas, Coropuna, Tutupaca, Huaynaputina, Ticsani, Chachani, Yucamani, Sara Sara, Ampato, Casiri, Purupuruni, Auquihuato y el Valle de los Volcanes en Andahua y Huambo), para ello cuentan con redes de vigilancia multiparamétricas que proporcionan información valiosa sobre el estado y niveles de actividad de los volcanes a su cargo.
El Ubinas es considerado como el volcán más activo del Perú por sus 25 eventos de alta actividad fumarólica y actividad explosiva moderada registrada desde el año de 1550. Está situado en el distrito de Ubinas, departamento de Moquegua. Culmina a 5672 ms y cubre una superficie de 45 km². La más reciente erupción tuvo lugar entre marzo de 2006 a junio de 2009, afectado fuertemente la actividad agrícola en el valle de Ubinas. El inicio de esta crisis eruptiva se presentó dominado por una actividad freática y luego, a partir del 19 de abril de 2006, la actividad deviene en magmática de tipo vulcaniano con emisión de material andesítico básico. Posteriormente, y luego de cuatro años de inactividad, en septiembre de 2013 el volcán Ubinas entró en un nuevo proceso eruptivo, el cual se fue acelerando en febrero de 2014 al tiempo que se registraba Tremores sísmicos de gran energía, eventos de tipo Híbrido, así como emisiones persistentes de gases y ceniza, etc. Finalmente, esta alta actividad sísmica y fumarólica culminó con la ocurrencia de la primera explosión magmática el día 14 de febrero de 2014. A partir de entonces y hasta el presente, la actividad eruptiva del volcán Ubinas ha continuado de manera intermitente.